# Amador Rodríguez Céspedes
Amador Rodríguez Céspedes (Urbano Noris, Cuba, 8 de septiembre de 1956) es un jugador de ajedrez profesional que desarrolló sus capacidades en su tierra natal hasta su adultez en que se nacionalizó español. Desde 1977 es Gran Maestro de la FIDE. En enero de 2008 ocupó el puesto 25 de la FIDE en España con un ELO de 2581.

## Palmarés y participaciones destacadas
Ha ganado el Campeonato de Cuba de ajedrez en 3 ocasiones en 1984 empatado con Jesús Nogueiras, 1988 y 1997 empatado con Reinaldo Vera.
Amador ha ganado cerca de 30 torneos internacionales, destacando sus 3 victorias en 1984, 1989 y 1994, en el Capablanca in Memoriam grupo Premier, que se celebra anualmente en Cuba.

### Torneos por equipos
Participó representando a Cuba en las Olimpíadas de ajedrez en diez ocasiones, en los años, 1974 en Niza, 1978 en Buenos Aires, 1980 en La Valeta, 1982 en Lucerna, 1984 en Salónica, 1986 en Dubái, 1988 en Salónica, 1990 en Novi Sad, 1994 en Moscú y 1996 en Ereván.

### Carrera de entrenador
Ha sido entrenador de Péter Lékó, durante varios años, asistiendo al jugador en la preparación para torneos como los del Torneo Internacional de Ajedrez Ciudad de Linares en 1999, 2000 y 2001. Es entrenador de élite de la Federación Española de Ajedrez e imparte clases especializadas en el Centro de Alto Rendimiento Residencia Blume. En la actualidad es también director de la revista Peón de Rey.